# Bukra
Bukra (arabsky بوكراع, francouzsky Boukraa) je město ležící ve vnitrozemí Západní Sahary, se zhruba 3 tisíci obyvateli (odhad 2010). Město se nachází zhruba 100 km od provinčního sídla Al-´Ajún. Známo je též pod jmény Bo Craa, Boukra, Bu Craa.

## Dějiny
V r. 1887 se oblast stala součástí španělského protektorátu Sakia al-Hamra. Počátky města jsou spojeny s objevením nalezišť fosfátů v r. 1947. Samotné město vzniklo kvůli ubytování dělníků poblíž povrchového dolu. Po odchodu Španělů se v r. 1976 stalo součástí marockého záboru sporného území Západní Sahara.
Pro svůj hospodářský význam se stalo koncem 70. a počátkem 80. let terčem opakovaných útoků ozbrojenců fronty Polisario.

## Hospodářství
V místě se nachází povrchový důl na fosfáty, který je spravován firmou Phosboucraa vlastnící monopol na těžbu fosfátů v Maroku. Roční produkce je 1 860 000 tun (1997) fosfátů. Produkt je dopravován do Al-´Ajúnu nejdelším pásovým dopravníkem na světě (96 km). Vyváží se téměř celá produkce, z toho 45% do USA a 20% do Evropy.

## Obyvatelstvo
Obyvatelstvo tvoří v naprosté většině zaměstnanci místního povrchového dolu. Přehled přírůstku obyvatel v nedávné době dává tabulka níže:
| Rok  | Zdroj   | Počet obyvatel |
| ---- | ------- | -------------- |
| 1994 | sčítání | 1 985          |
| 2004 | sčítání | 2 519          |

## Utečenecký tábor
Stejné jméno nese i saharský utečenecký tábor poblíž města Tindúf v Alžírsku.

## Partnerská města
- Llodio, Španělsko

podle dostupných pramenů jde nejspíše o partnerství utečeneckého tábora